# Disputa pela Eldorado Brasil
A empresa Eldorado Brasil, criada em 2010 pela holding brasileira J&F, atua no ramo da celulose. Sua fábrica está localizada no município de Três Lagoas, no Mato Grosso do Sul, e suas operações se iniciaram em dezembro de 2012.
A empresa é personagem central da maior disputa corporativa do país, envolvendo a holding brasileira J&F e a empresa sino-indonésia Paper Excellence.

## O acordo
Em setembro de 2017, a J&F, sócia majoritária da Eldorado Brasil, negociou com a empresa estrangeira Paper Excellence a sua venda. A Paper pertence ao empresário indonésio Jackson Wijaya, filho de Teguh Ganda Wijaya, presidente do Sinar Mas Group e controlador da Asia Pulp and Paper.
A negociação entre a holding brasileira e a Paper Excellence previa a venda de 100% da Eldorado, por R$ 15 bilhões. Para conclusão da venda, a empresa estrangeira precisaria, ao longo de um prazo de 12 meses, cumprir certas condições contratuais, em especial, liberar as garantias dadas pela J&F, com seu patrimônio, aos bancos que financiavam as dívidas da Eldorado.
A empresa sino-indonésia realizou o pagamento inicial de R$ 3,8 bilhões e recebeu 49,41% das ações – o que compreendia, além de parte das ações da J&F, toda a participação acionária dos fundos de pensão PETROS e FUNCEF.
No entanto, as demais condições não teriam sido cumpridas antes do vencimento do contrato, o que levou a J&F a declarar tal contrato extinto. 
Quando se aproximava o fim do prazo de 12 meses, sem ter conseguido ainda liberar as garantias dadas pela J&F em favor da Eldorado, a Paper propôs uma ação judicial para “pedir o controle imediato da Eldorado e prazo indeterminado para quitar a compra”. O pedido foi negado, e a Paper Excellence posteriormente levou o caso para a arbitragem.
Em setembro de 2018, vencido o prazo de 12 meses previsto no acordo e diante do não cumprimento das obrigações nele previstas, a J&F declarou o contrato extinto.

## O processo de arbitragem
Em sua tentativa de comprar a totalidade das ações da Eldorado Brasil, a Paper Excellence iniciou, em setembro de 2018, uma arbitragem contra a J&F na Corte Internacional de Arbitragem da Câmara de Comércio Internacional.
Em abril de 2019, Claudio Cotrim, diretor-presidente da Paper Excellence no Brasil, concedeu entrevista em que afirmou que a família Batista, controladora da holding J&F, havia pedido, em reunião com Jackson Wijaya, R$ 6 bilhões de reais a mais pela venda. Disse, ainda, que a J&F embaraçava a liberação das garantias pela Paper. Todavia, questionado pela reportagem se havia provas sobre essa reunião, Cotrim afirmou: “Não. Temos nossos testemunhos”.
Em junho de 2019, o tribunal arbitral determinou que a Paper Excellence depositasse em garantia os R$ 11,2 bilhões necessários para aquisição das ações da J&F e a liberação das garantias. A empresa asiática primeiro tentou obter a redução do valor. Recorrendo a um financiamento no Brasil, a empresa sino-indonésia somente efetuou o depósito cinco meses depois da decisão dos árbitros – ou seja, mais de um ano depois do fim do prazo inicialmente avençado no contrato para comprar o restante das ações, em setembro de 2018.
A arbitragem proferiu uma sentença parcial em fevereiro de 2021, com decisão favorável à Paper Excellence. Foi decidido pelos árbitros que a J&F deveria vender as demais ações da Eldorado para a empresa estrangeira pelo valor negociado quatro anos antes.
Argumentando que o procedimento de arbitragem foi eivado de vícios, o grupo brasileiro propôs ação judicial no Tribunal de Justiça de São Paulo, visando a anulação da sentença arbitral.

## A disputa judicial
A holding J&F propôs, em março de 2021, uma ação judicial em que pede a anulação da sentença arbitral, o que ensejaria o início de uma nova arbitragem para decidir a questão.
O grupo brasileiro alega que foi alvo de espionagem, encomendada pela Paper Excellence, durante o período em que ocorreu o primeiro procedimento arbitral, tendo sido vazados milhares de e-mails trocados entre a empresa e seus advogados, o que comprometeu significativamente a sua estratégia processual. De fato, restou comprovado que mais de 70 mil e-mails da J&F foram hackeados e enviados para um servidor desconhecido na Suíça.
Dois hackers chegaram a confessar à polícia ter sido contratados por uma ex-diretora da empresa Kroll, Moema Ferrari, para invadir os computadores. Também nesse contexto, dois executivos da Paper Excellence, Claudio Cotrim e Josmar Verillo, foram indiciados pela contratação dos hackers, que teria sido mediada e operacionalizada por Moema. O valor pago pelos serviços de espionagem teria sido de R$ 4,2 milhões. A Paper afirmou que o pagamento se referia a serviços lícitos, e negou envolvimento na espionagem.
Por decisão do Superior Tribunal de Justiça (STJ), as investigações da espionagem foram transferidas da Polícia Civil de São Paulo para a Polícia Federal do Distrito Federal. 
A segunda alegação da J&F para obter a anulação da arbitragem é a de que um árbitro responsável pelo julgamento teria omitido ligações com os advogados da Paper Excellence, violando, assim, a Lei Brasileira de Arbitragem. A Lei determina que os árbitros, ao aceitar julgar um processo, revelem qualquer fato capaz de gerar dúvidas sobre sua imparcialidade.
Isso porque o grupo J&F teria descoberto que o árbitro Anderson Schreiber dividia seu escritório profissional, funcionários, despesas, contatos e processos com os advogados da Paper Excellence que o indicaram para ser árbitro do caso.
Em janeiro de 2024, a Procuradoria Geral de Justiça do Rio de Janeiro decidiu desarquivar o inquérito policial que vá o árbitro Anderson Schreiber por falsidade ideológica no julgamento do caso Eldorado Brasil, depois de vir à tona acusações de que ele teria omitido conflitos de interesse também em uma arbitragem movida contra a Petrobras. 
No contexto da ação anulatória impetrada pela J&F contra a decisão da arbitragem, a juíza de 1ª instância Renata Maciel decidiu, em julho de 2022, desconsiderar as provas produzidas a respeito do ataque hacker. A magistrada afirmou que o conflito de interesse na arbitragem não prejudicou a decisão, confirmando a sua validade. 
O grupo J&F interpôs recurso contra a sentença, e o processo avançou para a segunda instância no Tribunal de Justiça de São Paulo. Em janeiro de 2024, o julgamento da apelação pela segunda instância do TJSP foi suspenso por decisão do STJ, a pedido da J&F, que alega que a sentença de primeira instância é nula, uma vez que foi proferida quando o processo estava suspenso.

## Ações sobre o arrendamento de terras
Além da batalha jurídica contra a empresa brasileira, a Paper Excellence enfrenta ao menos duas oposições na Justiça, relacionadas ao arrendamento de terras por estrangeiros.
Uma delas é a ação civil pública proposta pelo Ministério Público Federal (MPF) em Três Lagoas, no Mato Grosso do Sul. Argumentando que o grupo sino-indonésio não solicitou a autorização do Congresso Nacional para comprar a Eldorado, como determina a Lei 5.709/71 (que trata sobre a aquisição de terras por estrangeiros no Brasil), o órgão defende que seja declarada a nulidade absoluta do contrato.
Além da ação civil pública, existe uma ação popular, proposta em maio de 2023 por Luciano José Bulligon, ex-prefeito de Chapecó (SC), baseada na mesma tese do MPF. Bulligon defende que a venda da Eldorado Brasil não poderia ser consumada, em razão das leis brasileiras que limitam a aquisição ou arrendamento de terras rurais por pessoas, físicas ou jurídicas, estrangeiras. Bulligon afirma que a Paper foi até Chapecó para sondar a compra de terras para plantio de eucalipto, e argumenta que a atuação da empresa configura lesão à soberania nacional, pedindo na ação que sejam suspensos os “procedimentos de cessão ou alienação de controle de terras rurais até que as rés apresentem as autorizações do INCRA e do Congresso Nacional”.
Na ação popular, o Ministério Público Federal, a Advocacia-Geral da União e o INCRA já se manifestaram contrariamente à possibilidade de aquisição da Eldorado pela Paper. Ao todo, foram dez manifestações nesse sentido já emitidas no processo.
Em dezembro de 2023, o INCRA emitiu parecer técnico em que conclui que a Paper Brasil não solicitou às autoridades brasileiras as autorizações necessárias para adquirir a Eldorado. O órgão enviou ofícios à Comissão de Valores Mobiliários e à Junta Comercial do Estado de São Paulo,  recomendando “evitar a formalização do negócio diante da ausência das autorizações das instâncias competentes”.
Diante do parecer técnico do INCRA, a Eldorado Brasil emitiu, em janeiro de 2024, fato relevante ao mercado, em que informa que “orientará as suas acionistas [Paper Excellence e J&F] a adotar as providências cabíveis que, nos termos da Nota Técnica, incluem cancelar a aquisição e, se houver interesse de ambas as partes em nova transação, solicitar ao INCRA e aos demais órgãos competentes prévia autorização para o negócio”.
Em parecer do MPF de janeiro de 2024, a Procuradoria Regional da República afirmou que “o controle de extensas áreas de terras rurais por estrangeiros, diretamente ou por interpostas pessoas, está imbricado com riscos econômicos e ambientais, a que estarão submetidos os nacionais, daí ser justificável, a bem da soberania nacional, o controle previsto na lei e na Constituição." O MPF alega que a compra da Eldorado pela Paper é nula de pleno direito. 
Ainda em janeiro de 2024, o grupo J&F apresentou uma proposta de acordo à Paper Excellence, oferecendo R$3,8 bilhões pelas ações que a companhia estrangeira possui na Eldorado, a fim de obter a propriedade total da Eldorado Brasil, evitando a condenação das empresas nas ações sobre terras e possibilitando o investimento na expansão da Eldorado. A oferta foi negada.
Em fevereiro de 2024, a AGU também se manifestou nos autos favoravelmente à anulação da aquisição pela Paper.
Os órgãos públicos vislumbram que houve violação às leis nº 5.709 /1971  e nº 8.629/1993 , do decreto nº 74.965/1974  e da Instrução Normativa nº 88/2017 do INCRA.
A Paper Excellence alega, no processo, que a Eldorado não é proprietária de terras rurais, pois todas as florestas utilizadas como matéria-prima seriam arrendadas ou objeto de contrato de parceria com os proprietários.
Além disso, a Paper Excellence afirma que, para aquisição da Eldorado, foi aberta uma empresa com sede no Brasil, a CA Investments, de modo que não se trataria de aquisição por empresa estrangeira.
No entanto, conforme a nota do INCRA, a Lei nº 5.079 equipara a empresa estrangeira “a pessoa jurídica brasileira da qual participem, a qualquer título, pessoas estrangeiras físicas ou jurídicas que tenham a maioria do seu capital social e residam ou tenham sede no Exterior”. O fato de a CA Investiments ter sede no país, portanto, seria indiferente, já que é controlada pelo indonésio Jackson Widjaja.
A mesma lei impõe limite à quantidade de terras rurais que pode ser adquirida por estrangeiros, bem como a necessidade de aprovação prévia pelos órgãos competentes – no caso da Eldorado, o INCRA e o Congresso Nacional. A lei 8.629, por sua vez, prevê que as regras se aplicam tanto à aquisição quanto ao arrendamento de terras rurais por estrangeiros.
O órgão conclui que “diante da caracterização era indispensável o pedido de autorização prévia para operações societárias que repercutissem mesmo que indiretamente, compra e arrendamento de imóveis rurais, de acordo com a legislação vigente”.
A J&F afirma que o contrato de compra e venda da Eldorado continha diversas cláusulas em que a Paper Excellence afirmava estar em condições legais de assumir o controle da empresa. Os pedidos de autorização ao INCRA e ao Congresso, no entanto, nunca foram formulados.
Em julho de 2023, uma decisão do Tribunal Regional da 4ª Região proibiu que fossem tomados atos de transferência de controle da Eldorado para a Paper Excellence. O entendimento foi confirmado, por unanimidade, pelos desembargadores da 3ª turma do tribunal em abril de 2024, ficando determinado que a transferência deve seguir suspensa até o julgamento final da ação popular.

Em artigo publicado em abril de 2024, a advogada, professora universitária e Doutora em Direito, Carol Proner, elogiou a decisão do TRF4 que suspendeu a transferência da Eldorado Brasil à Paper, dizendo tratar-se de uma questão de “soberania nacional”. Segundo Proner:
“O embate Paper Excellence versus Brasil não é só uma disputa pela prevalência da Constituição. Não se trata apenas de respeito às regras de aquisição e arrendamento de terras por estrangeiros, aos pareceres da Advocacia Geral da União, a curadoria do Incra, as manifestações do Ministério Público Federal, os precedentes dos tribunais brasileiros e as normas do CNJ. No cerne desse caso, encontra-se a história de um único empresário estrangeiro, já questionado em outros países, que, considerando-se acima das leis e dos demais investidores que seguem rigorosamente a legislação, ignora mais de 5 décadas de direito aplicado, acreditando que seus interesses particulares superam os interesses nacionais. [...] Nesse embate, ou vence o Brasil, ou perdemos todos.” 

## Os bastidores da disputa
À época da venda da Eldorado, em 2017, o grupo J&F enfrentava uma crise de liquidez e de reputação, depois de firmar um acordo de leniência com o Ministério Público Federal.
O acordo de leniência, segundo cobertura da imprensa, foi articulado com a participação de um executivo que estaria predestinado a dirigir a Eldorado, caso a venda fosse concretizada: Josmar Verillo , que chegou a ser contratado pela Paper Excellence e se manteve no conselho da empresa estrangeira até setembro de 2023, após acusações de envolvimento com os atos antidemocráticos do 8 de janeiro e sua convocação para depor na CPMI que investiga o evento.
Verillo intermediou a ida do deputado federal Eduardo Bolsonaro à sede da Asia Pulp and Paper, proprietária da Paper Excellence, em Jacarta, na Indonésia, para um encontro com Jackson Wijaya. Também viabilizou um encontro do empresário com o então vice-presidente Hamilton Mourão, na China.  Com essa mediação, contribuiu para que o empresário indonésio, que nunca teve operações no Brasil, se aproximasse do bolsonarismo.
Eduardo Bolsonaro chegou a postar, em suas redes sociais, uma foto em que ele e Wijaya seguram um cheque cenográfico de R$31 bilhões – Mourão também participou de cena parecida, mas seu cheque era de R$ 27 bilhões. Os valores seriam investidos pela Paper no Brasil, mas, visto que a empresa indonésia se recusa a realizar investimentos no país enquanto não obtiver o controle total da Eldorado, a situação tem sido apontada pela mídia como mera jogada de marketing.
Outros personagens relevantes da política nacional também estão envolvidos no caso. O ex-governador João Dória e o ex-presidente Michel Temer foram contratados como consultores pela Paper Excellence.
Temer foi gravado, em 2017, por Joesley Batista, um dos proprietários da J&F, quando conversavam no Palácio do Jaburu, ocasião em que o ex-presidente incentivou o pagamento de propina ao então deputado Eduardo Cunha.  O episódio é considerado um dos maiores escândalos da política nacional.